# Kollaborationsskript
Ein Kollaborationsskript ist ein Softwaresystem im Computerunterstützten Kollaborativen Lernen (CSCL), das durch geeignete Strukturierung kollaborative Wissenskonstruktion erleichtern soll. Sie basieren auf dem Scripted Collaboration Ansatz von O’Donnel und Dansereau (1992) und folgen der Grundannahme, dass freie Kollaboration in vielen Fällen nicht effektiv genug ist.
O’Donnel und Dansereau definieren ein Kollaborationsskript als Menge von Anweisungen, die festlegen, wie die Gruppenmitglieder interagieren sollen, wie sie zusammenarbeiten sollen und wie sie das Problem lösen sollen.
Ein Kollaborationsskript soll Aktivitäten fördern bzw. erzwingen, die den Erwerb von Domänenwissen erleichtern bzw. verbessern, von den Teilnehmern aber selten aus eigenem Antrieb ausgeführt werden. Ferner sollen störende Einflüsse, wie z. B. Gespräche abseits des Themas reduziert werden.

## Arten von Skripten
Man unterscheidet zwei Formen von Skripten:
Micro-Skripte
Micro-Skripte sind sehr feingranular ausgearbeitet und bieten dem Nutzer sehr exakte Führung innerhalb des Prozesses (beispielsweise beim Argumentieren). Hinter den Micro-Skripten steht ein psychologischer Ansatz. Es soll erreicht werden, dass die Nutzer die Abläufe im Skript internalisieren und mit der Zeit auch ohne Skript-Unterstützung den Abläufen folgen.
Macro-Skripte
Macro-Skripte folgen einer pädagogischen Herangehensweise. Der Schwerpunkt liegt hier in der Sequenzierung der einzelnen Aktivitäten.

## Aufgaben eines Skripts
Das Skript übernimmt zum einen die Führung der Teilnehmer durch den Prozess und übt durch vorgegebene Strukturen einen gewissen Zwang auf die Teilnehmer aus, den Lernprozess nach einem bestimmten Muster zu gestalten. Dies geschieht unter anderem durch
- Formulare, die eine bestimmte Struktur vorgeben
- Vorgegebene Satzanfänge
- Werkzeuge für eine bestimmte Arbeitsmethode

Ferner werden durch das Skript auch
- die Zusammenstellung der Gruppen
- die Verteilung der Rollen
- die Sicherung und Weitergabe der Ergebnisse
- die Verteilung der Aufgaben
- die Bereitstellung der Materialien
- die zeitliche Steuerung

übernommen.

## Rollen im Skript
Die Teilnehmer übernehmen innerhalb des Skripts vorgegebene Rollen (z. B. Moderator, Vertreter einer bestimmten Meinung, o. ä.). Durch diese Rolle wird dem Teilnehmer bewusst gemacht, welches Verhalten und welche Ergebnisse von ihm erwartet werden. Man unterscheidet zwei Formen von Rollen:
Induzierte Rollen
Induzierte Rollen werden durch das Skript vorgegeben. Sie werden von anderen Rollen z. B. durch Einschränkung des Zugriffs auf Ressourcen, Dokumente und Werkzeuge abgetrennt. Ferner können sie auch durch explizite Übergabe von Verantwortlichkeiten definiert werden.
Natürliche Rollen
Natürliche Rollen greifen Unterschiede auf, die die Teilnehmer bereits mitbringen. Hierzu zählen z. B. das Geschlecht, die Nationalität, der Kenntnisstand in einem bestimmten Gebiet oder auch Meinungen bzgl. eines bestimmten Themas.

## Phasen
Die Eigenschaften und Effekte von Skripten hängen davon ab, welche Phasen sie durchlaufen und wie diese ausgestaltet sind.
Eine Phase findet entweder individuell, in der Gruppe oder in der Gesamtheit der Teilnehmer (Klasse) statt. Die Phasen werden charakterisiert durch
- die Art der Aufgabe
- die Gruppenzusammenstellung
- die Arbeitsverteilung
- die Art und Weise der Interaktion
- die Zeiteinteilung

## Gruppenzusammenstellung
Durch die Art und Weise der Gruppenzusammenstellung kann der Lernprozess gefördert werden. Je nach Aufgabenstellung sind verschiedene Varianten denkbar. Die Kriterien zur Gruppeneinteilung unterteilt man in externe und interne Kriterien.
Externe Kriterien
- Freundschaft
- Kenntnisniveau
- Wissensgebiete
- geographischer oder kultureller Hintergrund

Interne Kriterien
- Verhalten der Studenten im Skript
- „Produkte“ der Studenten in vorhergehenden Phasen

## Designprinzip SWISH
Pierre Dillenbourg formuliert als Designprinzip für Skripte das Akronym SWISH: „Split Where Interaction Should Happen“. Es besagt, dass man die Teilnehmer auseinander bringen muss, um Interaktion zwischen ihnen zu erreichen.
Dieser Ansatz ist jedoch nur der Praxis entlehnt und nicht theoretisch fundiert.

## Wiederverwendbarkeit
Die meisten Skripte sind bisher nur auf eine spezielle Software-Umgebung zugeschnitten und können so in anderen Kontexten kaum wiederverwendet werden. Unter Leitung von Pierre Dillenbourg gibt es an der EPFL Lausanne derzeit unter dem Titel ManyScripts einen Versuch, eine einheitliche Plattform für wiederverwendbare Skripte zu schaffen.
Die dort entwickelte Software bietet vier verschiedene Skript-Typen als Rahmen. Für die Lehrenden ist ein Autorenwerkzeug enthalten, mit dem die Skript-Vorlagen editiert werden können. In einer Laufzeitumgebung können dann die Teilnehmer die Skripte ausführen und damit arbeiten.

## Kritik
Die von den Skripten vorgegebenen Benutzerschnittstellen sind für technische Laien zum Teil zu komplex. Dies beeinträchtigt den Lernerfolg. Auch bei Lernern, die bereits sehr strukturiert vorgehen waren beim Einsatz von Skripten Einbußen zu verzeichnen.